# Ейку
Ейку (яп. 櫂, eiku) — традиційне японське дерев'яне весло, яке також застосовується як зброя у деяких бойових мистецтвах островів Рюкю, зокрема окінаванських.

## Походження та використання
Спочатку ейку було звичайним веслом, яке використовували рибалки та моряки на островах Рюкю (нині префектура Окінава). У періоди заборони носіння зброї, місцеве населення пристосувало повсякденні знаряддя праці до самооборони. Так весло ейку стало імпровізованою зброєю в бойових мистецтвах.

## Конструкція
Традиційне ейку виготовляється з цільного шматка дерева, зазвичай твердих порід — дуб, біла акація тощо. Довжина становить приблизно 150–180 см. Лопать весла має загострений край, який можна використовувати для нанесення ударів. Завдяки формі ейку можливе виконання як рубальних, так і колючих технік.

## Ейку в бойових мистецтвах
У бойових мистецтвах ейку належить до арсеналу кобудо (古武道) — системи традиційної зброї Окінави. Один з відомих стилів, де використовується ейку, — Рюкю кобудо. У ньому збереглися традиційні ката (формальні комплекси технік), що моделюють захист і контратаку проти озброєного або неозброєного супротивника.
Серед майстрів, які популяризували техніку ейку, відомі Тібунака Сейкіті (Chinen Sēichi) та Тібунака Сейґі (Chinen Sēigi).

## Цікаві факти
- Техніки бою з ейку подібні до прийомів із бо (дерев’яною палицею), однак мають унікальні елементи завдяки формі весла.
- У демонстраціях кобудо ейку іноді використовується разом з іншими знаряддями, такими як тонфа або нунчаку.